# El Arenal, Villa del Carbón
El Arenal är en ort i Mexiko.   Den ligger i kommunen Villa del Carbón och delstaten Mexiko, i den sydöstra delen av landet, 60 km nordväst om huvudstaden Mexico City. El Arenal ligger 2 361 meter över havet och antalet invånare är 352.
Terrängen runt El Arenal är kuperad åt nordväst, men åt sydost är den platt. Runt El Arenal är det ganska tätbefolkat, med 207 invånare per kvadratkilometer. Närmaste större samhälle är Tepeji de Ocampo, 14,1 km nordost om El Arenal. I omgivningarna runt El Arenal växer huvudsakligen savannskog.